# Hoplobunus
Hoplobunus is een geslacht van hooiwagens uit de familie Stygnopsidae.
De wetenschappelijke naam Hoplobunus is voor het eerst geldig gepubliceerd door Banks in 1900. 

## Soorten
Hoplobunus omvat de volgende 12 soorten:
- Hoplobunus apoalensis
- Hoplobunus barretti
- Hoplobunus boneti
- Hoplobunus madlae
- Hoplobunus mexicanus
- Hoplobunus oaxacensis
- Hoplobunus osorioi
- Hoplobunus planus
- Hoplobunus queretarius
- Hoplobunus russelli
- Hoplobunus spinooculorum
- Hoplobunus zullinii